# 1000-km-Rennen von Zeltweg 1976

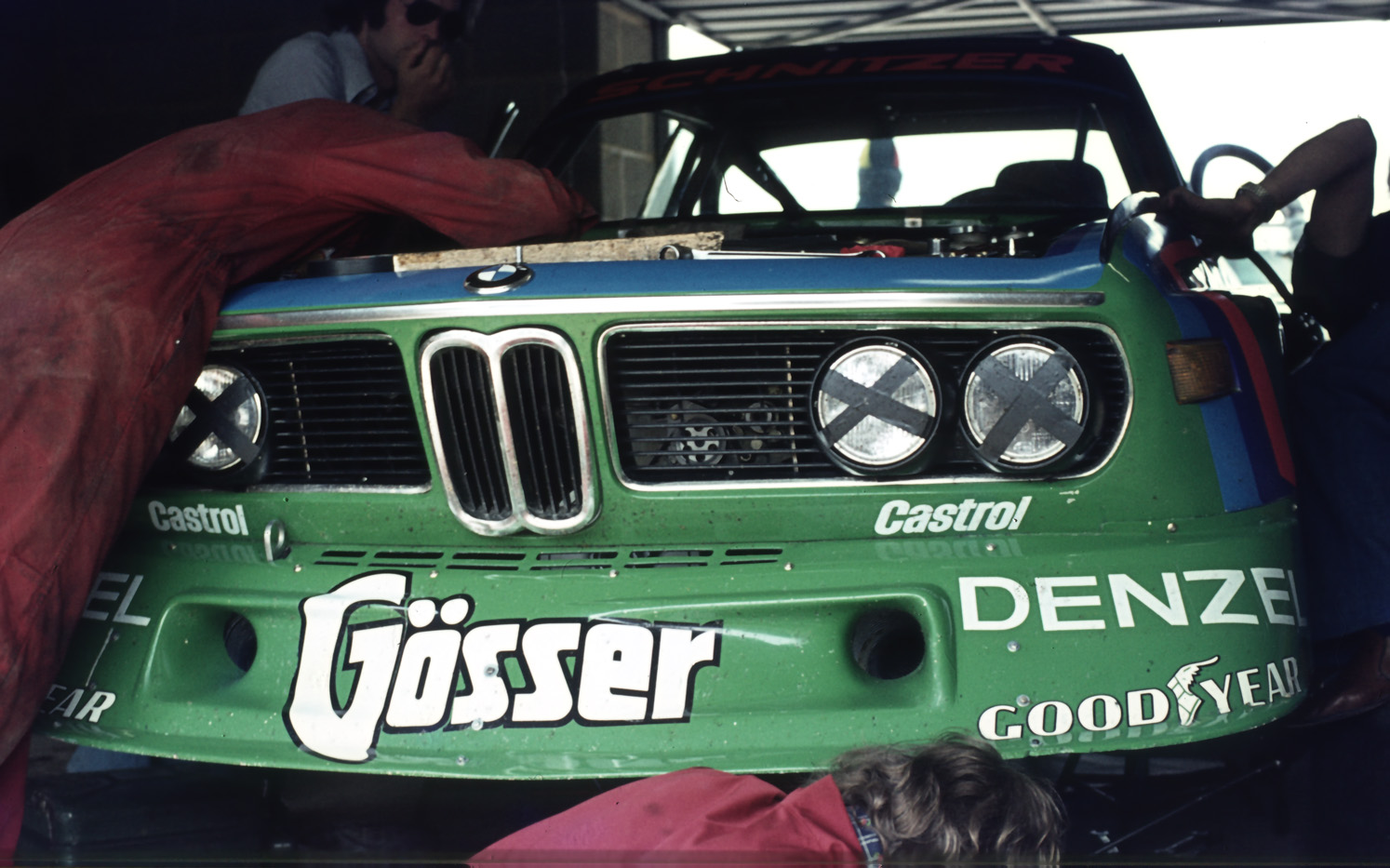
BMW 3.5 CSL; Siegerwagen von Dieter Quester und Gunnar Nilsson

Das achte  1000-km-Rennen von Zeltweg, auch Martha 1000, Zeltweg 6 Hours, Österreichring, fand am 27. Juni 1976 auf dem Österreichring statt und war der achte Wertungslauf der Sportwagen-Weltmeisterschaft dieses Jahres.

## Das Rennen
1976 fand das letzte 1000-km-Rennen von Zeltweg auf dem Österreichring statt. Seit der Eröffnung der Rennstrecke 1969 wurde hier ein Langstreckenrennen im Rahmen der Sportwagen-Weltmeisterschaft gefahren. Die Rennstrecke war seit 1970 auch die Heimstätte des  Großen Preises von Österreich.
Nach dem Erfolg beim 1000-km-Rennen auf dem Nürburgring gewann der Schnitzer-BMW 3.5 CSL auch auf dem Österreichring. Teamkollege von Dieter Quester war diesmal der schwedische Formel-1-Pilot Gunnar Nilsson. Bester Porsche im Ziel war der 934 von Claude Haldi und Peter Zbinden an der dritten Stelle der Gesamtwertung. Erneut scheiterte das Debüt des Werks-Gruppe-5-Lancia Stratos. Ein Wagenbrand im Training zerstörte das Einsatzfahrzeug.

## Ergebnisse

### Schlussklassement
| 1               | Gr. 5   | 12 | Schnitzer BMW          | Dieter Quester Gunnar Nilsson                         | BMW 3.5 CSL               | 187 |
| 2               | Gr. 5   | 14 | Hermetite BMW          | John Fitzpatrick Tom Walkinshaw                       | BMW 3.5 CSL               | 186 |
| 3               | GT      | 5  | GVEA                   | Claude Haldi Peter Zbinden                            | Porsche 934               | 182 |
| 4               | Gr. 5   | 2  | Porsche Kremer Racing  | Derek Bell Vern Schuppan                              | Porsche 935               | 175 |
| 5               | Gr. 5   | 10 | Gabriele Gottifredi    | Girolamo Capra Gabriele Gottifredi                    | Porsche 934               | 169 |
| 6               | Gr. 5   | 31 | Schnitzer BMW          | Norbert Neumann Kalli Hufstadt                        | BMW 2002 TII              | 166 |
| 7               | Gr. 5   | 35 | Scuderia Brescia Corse | Ruggero Parpinelli „Tormene“                          | Porsche Carrera RSR       | 165 |
| 8               | Gr. 5   | 11 | Scuderia Brescia Corse | Maurizio Micangeli Carlo Pietromarchi                 | De Tomaso Pantera         | 163 |
| 9               | Gr. 5   | 6  | Valvoline Deutschland  | Eberhard Sindel Günter Steckkönig                     | Porsche 934/5             | 162 |
| 10              | Gr. 5   | 9  | Jolly Club             | Silvano Frisori Alessandro Moncini                    | Porsche 934/5             | 160 |
| 11              | GT      | 4  | Egon Evertz KG         | Dieter Schmid Karl Oppitzhauser                       | Porsche 934/5             | 150 |
| Disqualifiziert |         |    |                        |                                                       |                           |     |
| 12              | Gr. 5   | 3  | Egon Evertz KG         | Leo Kinnunen Manfred Schurti Egon Evertz              | Porsche 934/5 2.8         | 112 |
| Ausgefallen     |         |    |                        |                                                       |                           |     |
| 13              | ser. GT | 17 | Scuderia Brescia Corse | Piergiorgio Furlanetto Alex Dazzan                    | De Tomaso Pantera         | 113 |
| 14              | Gr. 5   | 26 | Kenneth Leim           | Kurt Simonsen Kenneth Leim                            | Porsche Carrera RSR       | 109 |
| 15              | Gr. 5   | 1  | Martini Racing         | Jacky Ickx Manfred Schurti                            | Porsche 935               | 83  |
| 16              | Gr. 5   | 33 | Jolly Club             | Martino Finotto Umberto Grano                         | Ford Escort RS 2000 Mk II | 72  |
| 17              | ser. GT | 18 | Germano Prenol         | Germano Prenol Pierre Polese                          | De Tomaso Pantera         | 60  |
| 18              | Gr. 5   | 15 | Alpina BMW             | Ronnie Peterson Hughes de Fierlant Harald Grohs       | BMW 3.5 CSL               | 58  |
| 19              | Gr. 5   | 19 | Team Brock             | Peter Brock Guy de Saint-Pierre Jean-Claude Depince   | BMW 3.0 CSL               | 42  |
| 20              | Gr. 5   | 16 | Graziano Cancian       | Graziano Cancian Friedhelm Theissen Manfred Verkühlen | BMW 3.0 CSL               | 7   |
| Nicht gestartet |         |    |                        |                                                       |                           |     |
| 21              | Gr. 5   | 25 | Lancia Corse           | Vittorio Brambilla Carlo Facetti                      | Lancia Stratos Turbo      | 1   |
| 22              | Gr. 5   | 34 | Jolly Club             | Dino Malle Antonio Carrotta Martino Finotto           | Ford Escort RS 2000 Mk I  | 2   |

1 Wagenbrand im Training
2 nur ein Fahrer qualifiziert

### Nur in der Meldeliste
Hier finden sich Teams, Fahrer und Fahrzeuge, die ursprünglich für das Rennen gemeldet waren, aber nicht daran teilnahmen.
| Pos. | Klasse | Nr. | Team                     | Fahrer                                         | Chassis             |
| ---- | ------ | --- | ------------------------ | ---------------------------------------------- | ------------------- |
| 23   | Gr. 5  | 7   | Louis Meznarie           | Hubert Striebig Anne-Charlotte Verney          | Porsche 934         |
| 24   | Gr. 5  | 8   | Jolly Club               | Giuseppe Bianco Giuseppe Tambone Giorgio Schön | Porsche 934         |
| 25   | Gr. 5  | 17  | Stuart Graham            | Stuart Graham Reine Wisell John Handley        | Chevrolet Camaro    |
| 26   | GT     | 27  | Automobile Club d'Italia | Franco Bernabei                                | Porsche Carrera RSR |
| 27   | GT     | 28  | Jägermeister             | Eckhard Schimpf Edgar Dören                    | Porsche Carrera RSR |
| 28   |        | 29  | Karl Oppitzhauser        | Karl Oppitzhauser                              | BMW 3.0 CSL         |
| 29   |        | 30  | Johan Scheidl            | Johan Scheidl                                  | Ford Capri          |
| 30   |        | 32  | Loebersdorf Motorclub    | Dieter Morwitzer                               | BMW 2002 Ti         |

### Klassensieger
| Klasse  | Fahrer                  | Fahrer         | Fahrzeug    | Platzierung im Gesamtklassement |
| ------- | ----------------------- | -------------- | ----------- | ------------------------------- |
| Gr. 5   | Gunnar Nilsson          | Dieter Quester | BMW 3.5 CSL | Gesamtsieg                      |
| GT      | Claude Haldi            | Peter Zbinden  | Porsche 934 | Rang 3                          |
| ser. GT | kein Teilnehmer im Ziel |                |             |                                 |

### Renndaten
- Gemeldet: 30
- Gestartet: 20
- Gewertet: 11
- Rennklassen: 3
- Zuschauer: unbekannt
- Wetter am Renntag: warm und trocken
- Streckenlänge: 5,911 km
- Fahrzeit des Siegerteams: 6:00:16,400 Stunden
- Gesamtrunden des Siegerteams: 187
- Gesamtdistanz des Siegerteams: 1105,357 km
- Siegerschnitt: 184,086 km/h
- Pole Position: Jacky Ickx – Porsche 935 (#1) – 1:43,960 = 204,690 km/h
- Schnellste Rennrunde: Derek Bell – Porsche 935 (#2) – 1:49,800 = 193,803 km/h
- Rennserie: 8. Lauf zur Sportwagen-Weltmeisterschaft 1976